# Aileen McLeod
Aileen McLeod, née le 24 août 1971 à Bellshill (North Lanarkshire, Écosse) est une femme politique britannique. En 2019, elle est élue député européen du Parti national écossais.